# مثبط عامل نخر الورم

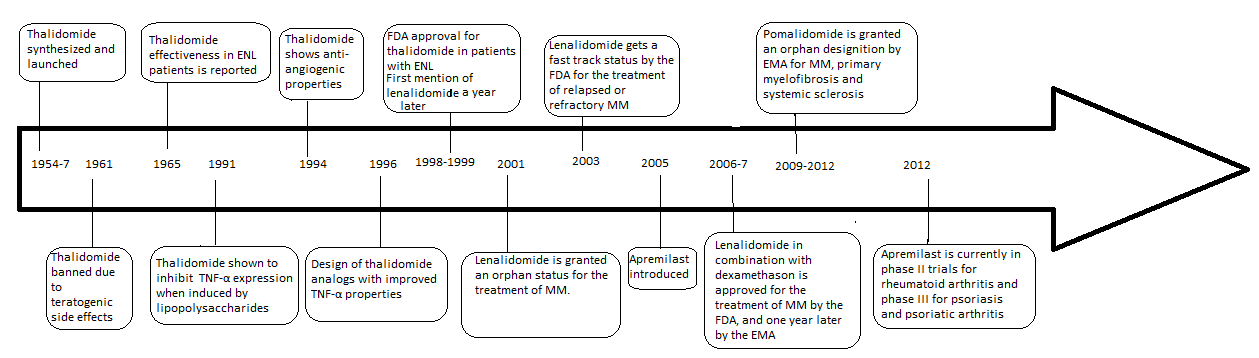
مخطط زمني لثاليدوميد

مثبطات عامل نخر الورم (بالإنجليزية: Tumor necrosis factor inhibitors)‏ هي أدوية تثبط الاستجابة الفسلجية لعامل نخر الورم والذي يعد جزءا من الاستجابة الالتهابية. لعامل نخر الورم دور في أمراض المناعة الذاتية والأمراض المتحفزة بالمناعة مثل التهاب المفاصل الروماتويدي والتهاب الفقار المقسط وداء الأمعاء الالتهابي والصدفية والتهاب الغدد العرقية القيحي والربو المعند، لذلك فقد تستعمل مثبطات عامل نخر الورم في علاج هذه الأمراض.
من أبرز الأعراض الجانبية لمثبطات عامل نخر الورم اللمفومة والعدوى (مثل تفعيل السل الكامن) وقصور القلب وداء مزيل للميالين ومتلازمة شبيهة بالذئبة الحمامية وحث الأضداد الذاتية وتفاعل في مكان الحقن وأعراض جانبية جهازية.
بلغت مبيعات مثبطات عامل نخر الورم في عام 2008 بحدود 13.5 مليار دولار وارتفعت إلى 22 مليار دولار في عام 2009.

## الأمثلة
من الأجسام المضادة وحيدة النسيلة:
- إنفليكسيماب[3]
- أداليموماب
- سرتوليزوماب بيغول
- غوليموماب

ويوجد كذلك بروتين اندماجي للمستقبل الموجود في الدورة الدموية، مثل:
- إيتانرسبت

ومن الأدوية الأخرى الفعالة:
- ثاليدوميد ومشتقاته ليناليدوميد وبوماليدوميد
- مشتقات الزانثين[4] مثل بنتوكسيفيلين[5] وبوبروبيون[6]

## الاستعمالات
- أمراض المفاصل
  - التهاب المفاصل الروماتويدي[7][8][9][10][11]
  - التهاب الفقار المقسط
- أمراض الجهاز الهضمي:
  - داء الأمعاء الالتهابي
  - داء كرون
- الأمراض الجلدية:
  - الصدفية[12]
  - التهاب الغدد العرقية القيحي[13]

## مثبطات عامل نخر الورم الطبيعية
توجد مثبطات عامل نخر الورم في الطبيعية مثل كركومين الموجود في نبتة الكركم والكاتيكينات الموجودة في الشاي الأخضر. ويبدو أن لتفعيل مستقبل كانابينويد CB1 وCB2 بواسطة الماريجوانا أو القنفذية الأرجوانية خواصا مضادة للالتهاب من خلال تثبيط عامل نخر الورم.